# 일본국 헌법 제6조
일본국 헌법 제6조(일본어: 日本国憲法第6条)은 일본국 헌법 제1장 "천황"의 조문 중 하나이다. 천황의 내각총리대신 및 최고재판소 장관의 임명에 대해 규정하고 있다.

## 조문
일본국 헌법 제6조
① 천황은 국회의 지명에 의거하여 내각총리대신을 임명한다.
② 천황은 내각의 지명에 의거하여 최고재판소의 장(長)인 재판관을 임명한다.

## 해설
본 조는 천황이 내각총리대신 및 최고재판소 장관의 임명권을 갖는다는 것을 규정하고 있다. 여기서 말하는 두 임명 행위는 천황이 행하는 국사행위의 일부로 인정되는 것이고 제7조에 규정된 국사행위와 동등한 것이지만, 각각 행정부과 사법부를 대표하는 특별한 위치에 있는 직책이니 따로 조문을 두어 정한 것이다. 내각총리대신 및 최고재판소 장관의 지명은 각각 국회, 내각이 행하는 것으로써 실질적 선임권을 부여받고 있다.
그러나 내각총리대신, 최고재판소 장관과 더불어 삼권의 하나인 입법부에 해당하는 국회의 양원을 대표한다고 할 수 있는 중의원 의장 및 참의원 의장에 대한 천황의 임명권은 존재하지 않는다.

### 제1항
내각총리대신은 국회가 지명한다고 규정하였다. 지명에 대해서는 일본국 헌법 제67조에 그 규정이 있는데, 내각총리대신은 국회의원 중에서 국회의 의결로써 지명하는 것으로 정하고 있다. 지명이 이루어진 경우에는 중의원 의장이 내각에 지명 사실을 전달하고, 이어서 내각이 천황에게 새 내각총리대신이 국회로부터 지명되었음을 알리도록 되어 있다(국회법 제65조 제2항).

### 제2항
재판소법 제39조 제1항에 같은 내용이 규정되어 있다.
또한 최고재판소의 각 판사에 대해서는 내각이 임명하고 천황이 이를 인증하는 것으로 규정되어 있다(재판소법 제39조 제2항, 동조 제3항).